# USS South Dakota (BB-57)
«Саут Дакота» (BB-57) (англ. USS South Dakota (BB-57)) — головной линейный корабль США одноимённого типа.
«Саут Дакота», прозванный Линкор «X», был построен во время Второй мировой войны.
«Саут Дакота» была третьим кораблем ВМС США, которое было названо в честь 40-го штата. «Саут Дакота» во время Второй мировой войны сначала совершил 15-месячный поход в Тихом океане, где он вёл боевые действия прежде, чем возвратился в Нью-Йорк для перестройки.
После модернизации в начале 1943 года, он присоединился к британским конвоям в Северной Атлантике и Арктике. Затем вернулся на Тихоокеанский флот в августе 1943 года. Там он участвовал в боевых операциях, предшествовавших вторжению в Японию. После окончания войны в октябре 1945 года вернулся в Соединённые Штаты.

## История службы
Линейный корабль ВВ-57 «Саут Дакота» вступил в состав флота 20 марта 1942 года. Командиром его стал кэптен Гэтч (captain Thomas L. Gatch).
Американские моряки «Саут Дакоту» стали именовать «SoDak», или «Линкор Икс», так он был назван первом официальном выпуске новостей. У команды имелась и шутливая кличка для своего корабля — «Big Bastard» («Большой ублюдок»).
Корабль перебросили на Тихий океан. Он прошел Панамским каналом 21 августа 1942 года и направился к островам Тонга. До этого корабль успел получить повреждение, зацепив верхушку кораллового рифа, не отмеченного на карте. Была распорота внешняя обшивка пустых отсеков двойного дна у форштевня.
В ноябре 1942 участвовал в сражении за Гуадалканал, где получил значительные повреждения. Ремонт продлился до февраля 1943 года, после чего линкор несколько месяцев выполнял миссию в Атлантике по охране конвоев, идущих в Советский Союз.
В середине 1943 года корабль был переброшен обратно в Тихий океан, где он в основном действовал в составе оперативной группы быстрых авианосцев, выполняя роль зенитного прикрытия. В этом качестве корабль принимал участие в кампании на Гилберте и Маршалловых островах в конце 1943 и начале 1944 года, кампании на Марианских островах и Палау в середине 1944 года и кампании на Филиппинах позже в том же году. В 1945 году он участвовал в боях за Иводзиму и Окинаву и осуществлял бомбардировки побережья.
После окончания войны в августе 1945 года линкор принял участие в оккупации страны, прежде чем вернуться в Соединенные Штаты в сентябре. В дальнейшем корабль оставался на приколе в Филадельфийской военно-морской верфи, находясь в резервном флоте до 1962 года, когда был продан на металлолом.

## Интересные факты
На борту «Саут Дакоты» служил Келвин Грэм, который считается самым молодым американским военнослужащим Второй мировой войны.